# Odissea
πλάγχθη, ἐπεὶ Τροίης ἱερὸν πτολίεθρον ἔπερσεν·

πολλῶν δ᾽ ἀνθρώπων ἴδεν ἄστεα καὶ νόον ἔγνω,

πολλὰ δ᾽ ὅ γ᾽ ἐν πόντῳ πάθεν ἄλγεα ὃν κατὰ θυμόν,

ἀρνύμενος ἥν τε ψυχὴν καὶ νόστον ἑταίρων.

Ἀλλ᾽ οὐδ᾽ ὣς ἑτάρους ἐρρύσατο, ἱέμενός περ·

αὐτῶν γὰρ σφετέρῃσιν ἀτασθαλίῃσιν ὄλοντο,

νήπιοι, οἳ κατὰ βοῦς Ὑπερίονος Ἠελίοιο

dimmi, che molto errò, poich'ebbe a terra

gittate di Ilïòn le sacre torri;

che città vide molte, e delle genti

l'indol conobbe; che sovr'esso il mare

molti dentro del cor sofferse affanni,

mentre a guardar la cara vita intende,

e i suoi compagni a ricondur: ma indarno

ricondur desïava i suoi compagni,

ché delle colpe lor tutti periro.

Stolti! Che osaro vïolare i sacri

al Sole Iperïon candidi buoi

con empio dente, ed irritaro il nume

che del ritorno il dì lor non addusse.»
(Omero, "Odissea" (1-9), trad. di Ippolito Pindemonte)
L'Odissea (in greco antico: Ὀδύσσεια?, Odýsseia) è uno dei due grandi poemi epici greci attribuiti al poeta Omero. Narra delle vicende riguardanti l'eroe Odisseo (o Ulisse, con il nome latino), dopo la fine della Guerra di Troia, narrata nell'Iliade. Assieme a quest'ultima, rappresenta uno dei testi fondamentali della cultura classica occidentale e viene tuttora comunemente letto in tutto il mondo sia nella versione originale che nelle sue numerose traduzioni. Il poema presenta uno stile più raffinato ed elegante rispetto al precedente poema dell'Iliade; ciò ha anche contribuito allo sviluppo della teoria separatista.

## Nome
L'etimologia del nome "Odisseo" è ignota. Lo stesso Omero cerca di spiegarla nel libro XIX connettendola al verbo greco "ὀδύσσομαι", il cui significato è "essere odiato". Odisseo, quindi, sarebbe "colui che odia" (in questo caso i Proci, che approfittano della sua assenza per regnare su Itaca) oppure "colui che è odiato" (in questo caso da tutti coloro che ostacolano il suo ritorno a Itaca). L'origine del nome, però, non viene dalla Grecia, ma da una regione dell'Asia Minore, la Caria. In questa regione, Odisseo era il nome di un dio marino, il quale, in seguito all'invasione delle popolazioni indoeuropee, è stato assimilato nella figura di Poseidone. Ciò, dunque, fa intuire che l'Odissea tragga le sue radici da antichi racconti marinari.
Il nome, in definitiva, può avere il significato di "Colui che odia ed è odiato". Il nome Odisseo presenta tuttavia assonanze interessanti con altri concetti: ὀδός che significa "viaggio" e ουδείς che significa "nessuno" (che si collega con il passo in cui Odisseo, per ingannare Polifemo, gli dice di chiamarsi appunto nessuno. Bisogna comunque notare bene che la parola usata da Omero nel passo è ούτις, una variante arcaica del pronome ουδεις). Il nome Ulisse (Ulixes in latino, Ulixe in etrusco e Oulixes in siculo), datogli da Livio Andronico nella sua traduzione dell'opera, la prima in assoluto al di fuori dal greco, significa "Irritato" ed è stato scelto dal traduttore perché era abbastanza diffuso nel mondo latino e per l'assonanza con l'originale, a differenza di Odysseùs che suonava tipicamente straniero. Altri teorici però ritengono che "Ulisse" sia un soprannome e significhi, al pari dell'etrusco Clausus da cui Claudio, "Zoppo", e sia più antico dell'opera di Andronico, in riferimento ad una ferita alla gamba riportata da Odisseo.

## Trama

### Telemachia (I-IV)
Telemaco, il figlio di Odisseo, era ancora un bambino quando suo padre partì per la Guerra di Troia. Al momento in cui la narrazione dell'Odissea ha inizio, dieci anni dopo che la guerra stessa è terminata, Telemaco è ormai un uomo di circa vent'anni e condivide la casa paterna a Itaca con la madre Penelope e un gruppo di nobili locali arroganti, i Proci, che intendono convincere Penelope ad accettare il fatto che la scomparsa del marito è ormai definitiva e che, di conseguenza, lei dovrebbe scegliere tra loro un nuovo marito; la donna ha promesso che lo farà solo quando avrà finito di tessere un sudario per il suocero Laerte: Penelope ogni notte disfa la tela tessuta durante il giorno.

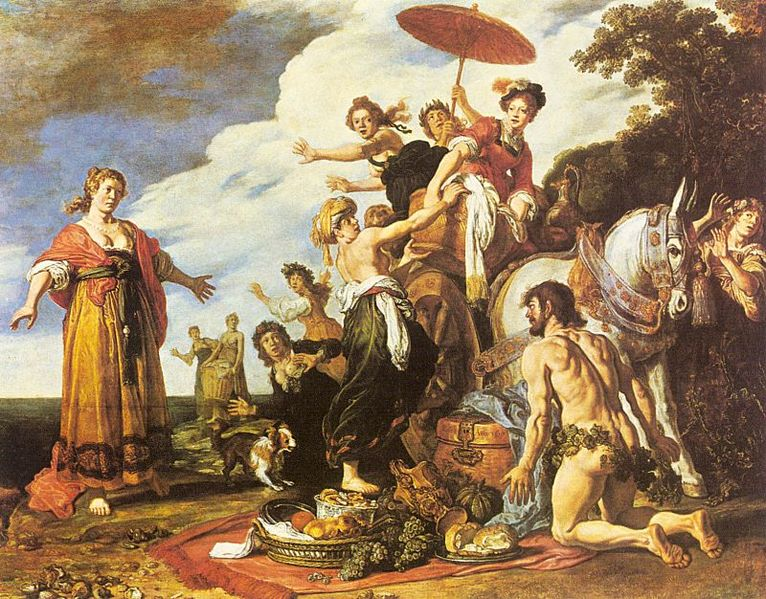
Odisseo e Nausicaa - Pieter Lastman 1619 - Alte Pinakothek, Monaco di Baviera

La dea Atena, protettrice di Odisseo, in un momento in cui il dio del mare Poseidone, suo nemico giurato, si è allontanato dall'Olimpo, discute del destino dell'eroe con il re degli dei, Zeus. Quindi, assunte le sembianze di uno straniero di nome Mente, va da Telemaco e lo esorta a partire al più presto alla ricerca di notizie del padre. Telemaco gli offre ospitalità e insieme assistono alle gozzoviglie serali dei proci, mentre il cantastorie Femio recita per loro un poema. Penelope si lamenta del testo scelto da Femio, ovvero il "Ritorno da Troia", perché le ricorda il marito scomparso, ma Telemaco si oppone alle sue lamentele.
Il mattino seguente Telemaco convoca un'assemblea dei cittadini di Itaca e chiede loro di fornirgli una nave ed un equipaggio. Sciolta l'assemblea senza aver ottenuto nulla, Telemaco è raggiunto da Mentore, che gli promette la nave e i compagni. Così, all'insaputa della madre, fa vela verso la casa di Nestore, il più venerabile dei guerrieri greci che avevano partecipato alla guerra di Troia e che aveva fatto ritorno nella sua Pilo. Da qui, accompagnato dal figlio di Nestore, Pisistrato, si dirige via terra verso Sparta, dove incontra Menelao ed Elena, che si sono alla fine riconciliati. I due gli raccontano che erano riusciti a fare ritorno in Grecia dopo un lungo viaggio durante il quale erano passati anche per l'Egitto: lì, sull'isola incantata di Faro, Menelao aveva incontrato il vecchio dio del mare Proteo che gli aveva detto che Ulisse era prigioniero della misteriosa ninfa Calipso. Telemaco viene così a conoscenza anche del destino del fratello di Menelao, Agamennone, re di Micene e capo dei greci sotto le mura di Troia, che era stato assassinato dopo il suo ritorno a casa da sua moglie Clitemnestra con la complicità dell'amante Egisto.

### Arrivo di Odisseo sull'isola dei Feaci (V-VIII)

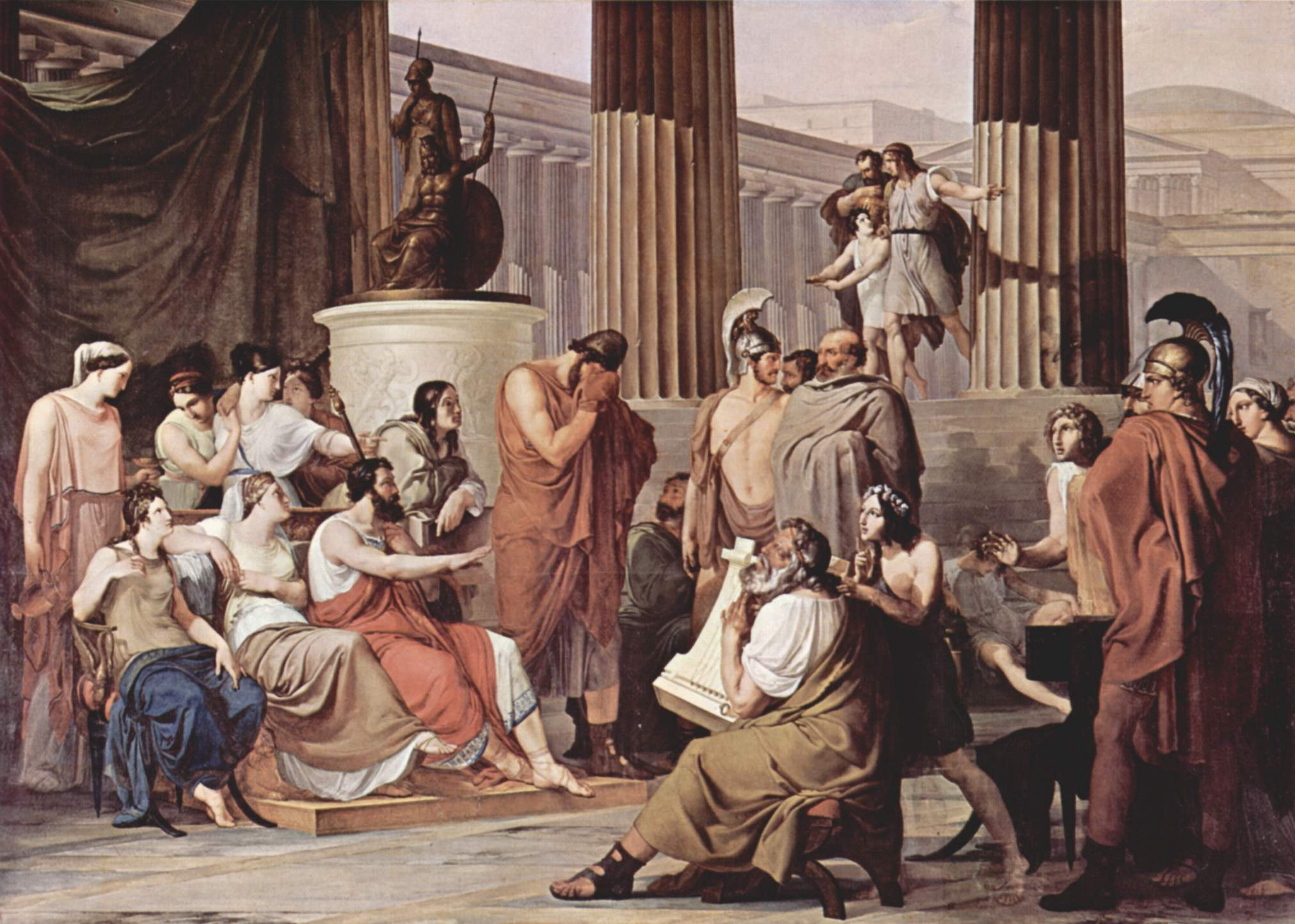
Odisseo nella casa di Alcinoo, di Francesco Hayez (1813; Napoli, Galleria di Capodimonte).

Intanto, dopo svariate peripezie che dobbiamo ancora apprendere, Odisseo ha trascorso appunto gli ultimi sette anni prigioniero sulla lontana isola di Ogigia, ospite della bellissima ninfa Calipso. Quest'ultima si innamorò perdutamente di Odisseo: il messaggero degli dei Ermes la convince però a lasciarlo andare e Odisseo si costruisce a questo scopo una zattera. La zattera, dato che il dio del mare Poseidone gli è nemico, fa inevitabilmente naufragio, ma egli riesce a salvarsi a nuoto toccando alla fine terra a Scheria sulla cui riva, nudo ed esausto, cade addormentato. Il mattino dopo, svegliatosi udendo delle risa di ragazze, vede la giovane Nausicaa che era andata sulla spiaggia spinta da Atena a giocare a palla con le sue ancelle. Odisseo le chiede così aiuto, ed ella lo esorta a chiedere l'ospitalità dei suoi genitori Arete e Alcinoo, re dei Feaci. Questi lo accolgono amichevolmente senza nemmeno, dapprima, chiedergli chi egli sia.
L’eroe resta parecchi giorni con Alcìnoo, partecipa ad alcune gare atletiche ed ascolta il cieco cantore Demodoco esibirsi nella narrazione di due antichi poemi: il primo narra di un altrimenti poco noto episodio della guerra di Troia, "La lite tra Odisseo ed Achille", il secondo è il divertente racconto della storia d'amore tra due dèi dell'Olimpo, Ares e Afrodite. Odisseo chiede a Demodoco di continuare a cantare della guerra di Troia: questi racconta dello stratagemma del cavallo di Troia, episodio nel quale Odisseo aveva svolto la parte dell'indiscusso protagonista. Incapace di dominare le emozioni suscitate dall'aver rivissuto quei momenti, Odisseo finisce per rivelare la sua identità ed inizia a narrare l'incredibile storia del suo ritorno da Troia.

### Il racconto delle avventure di Odisseo (IX-XII)
Dopo aver saccheggiato la città di Ismara, nella terra dei Ciconi, Odisseo e le dodici navi della sua flotta persero la rotta a causa di una tempesta che si abbatté su di loro. Approdarono nella terra dei Lotofagi e successivamente finirono per essere catturati dal ciclope Polifemo, figlio di Poseidone e di Toosa, riuscendo a fuggire, dopo aver subito sei gravi perdite, con lo stratagemma di accecargli l'unico occhio e uscire dalla sua grotta appendendosi al ventre delle sue pecore. Questo scatenò però la rabbia di Poseidone. Sostarono per un periodo alla reggia del signore dei venti Eolo, che diede ad Odisseo un otre di pelle che racchiudeva quasi tutti i venti, un dono che avrebbe garantito loro un rapido e sicuro ritorno a casa. I marinai, però, aprirono sconsideratamente l'otre mentre Odisseo dormiva: i venti uscirono insieme dall'otre, scatenando una tempesta che ricacciò le navi indietro da dove erano venute.

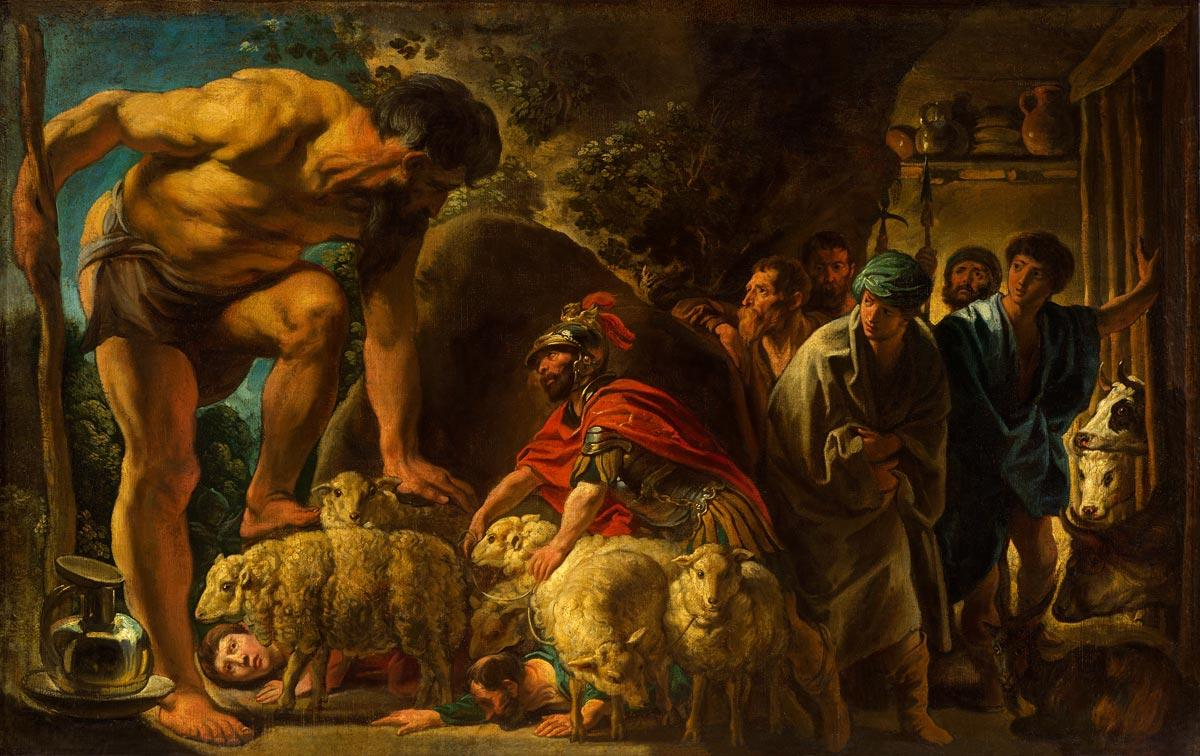
Odisseo nella grotta di Polifemo, di Jakob Jordaens (XVI secolo; Mosca, Museo Puskin).

Pregarono Eolo di aiutarli nuovamente, ma egli rifiutò di farlo. Rimessisi in mare finirono per approdare sulla terra dei mostruosi cannibali Lestrigoni: solo la nave di Odisseo riuscì a sfuggire al terribile destino. Nuovamente salpati, giunsero all'isola della maga Circe, che con le sue pozioni magiche trasformò in maiali molti dei marinai di Odisseo. Il dio Ermes venne quindi in suo soccorso e gli donò un'erba magica, utile come antidoto contro l'effetto delle pozioni di Circe. In questo modo egli costrinse la maga a liberare i suoi compagni dall'incantesimo. Odisseo rimase nell’isola di Circe per un anno.
I suoi uomini, alla fine, riuscirono a convincerlo del fatto che era giunto il momento di ripartire: così, grazie anche alle indicazioni di Circe, Odisseo e la sua ciurma attraversarono il Mar Mediterraneo e raggiunsero una baia situata all'estremo limite occidentale del mondo conosciuto, nella terra dei Cimmeri. Lì, dopo aver celebrato un sacrificio in loro onore, Odisseo invocò le ombre dei morti allo scopo di interrogare lo spettro dell'antico indovino Tiresia sul suo futuro. Incontrò poi lo spettro di sua madre, che era morta di crepacuore durante la sua lunga assenza, ricevendo così per la prima volta notizie di quanto succedeva nella sua casa, messa in serio pericolo dall'avidità dei proci. Incontrò poi molti altri spiriti di uomini e donne illustri e famosi, tra i quali il fantasma di Agamennone (che lo mise al corrente del suo assassinio), quello di Aiace Telamonio (che si rifiutò di parlargli) e quello di Achille (che gli domandò notizie di suo figlio Neottolemo e del suo vecchio padre Peleo).
Quando tornarono all'isola di Circe, questa, prima della loro nuova partenza, li mise in guardia sui pericoli che li attendevano nelle rimanenti tappe del loro viaggio. Riuscirono a fiancheggiare indenni gli scogli delle sirene e passare in mezzo alla trappola rappresentata da Scilla, mostro dalle innumerevoli teste, e dal terribile gorgo Cariddi, approdando sull'isola Trinacria. Qui i compagni di Odisseo, ignorando gli avvertimenti ricevuti da Tiresia e Circe, catturarono e uccisero per cibarsene alcuni capi della sacra mandria del dio del sole Helios. Questo sacrilegio fu duramente punito dal dio, che, con l'aiuto di Poseidone, colpì Odisseo e i suoi compagni con un naufragio nel quale tutti, tranne Odisseo stesso, finirono annegati. L'eroe fu spinto dai flutti sulle rive dell'isola di Calipso, che lo costrinse a restare con lei per sette anni.

### Il ritorno a Itaca (XIII-XX)

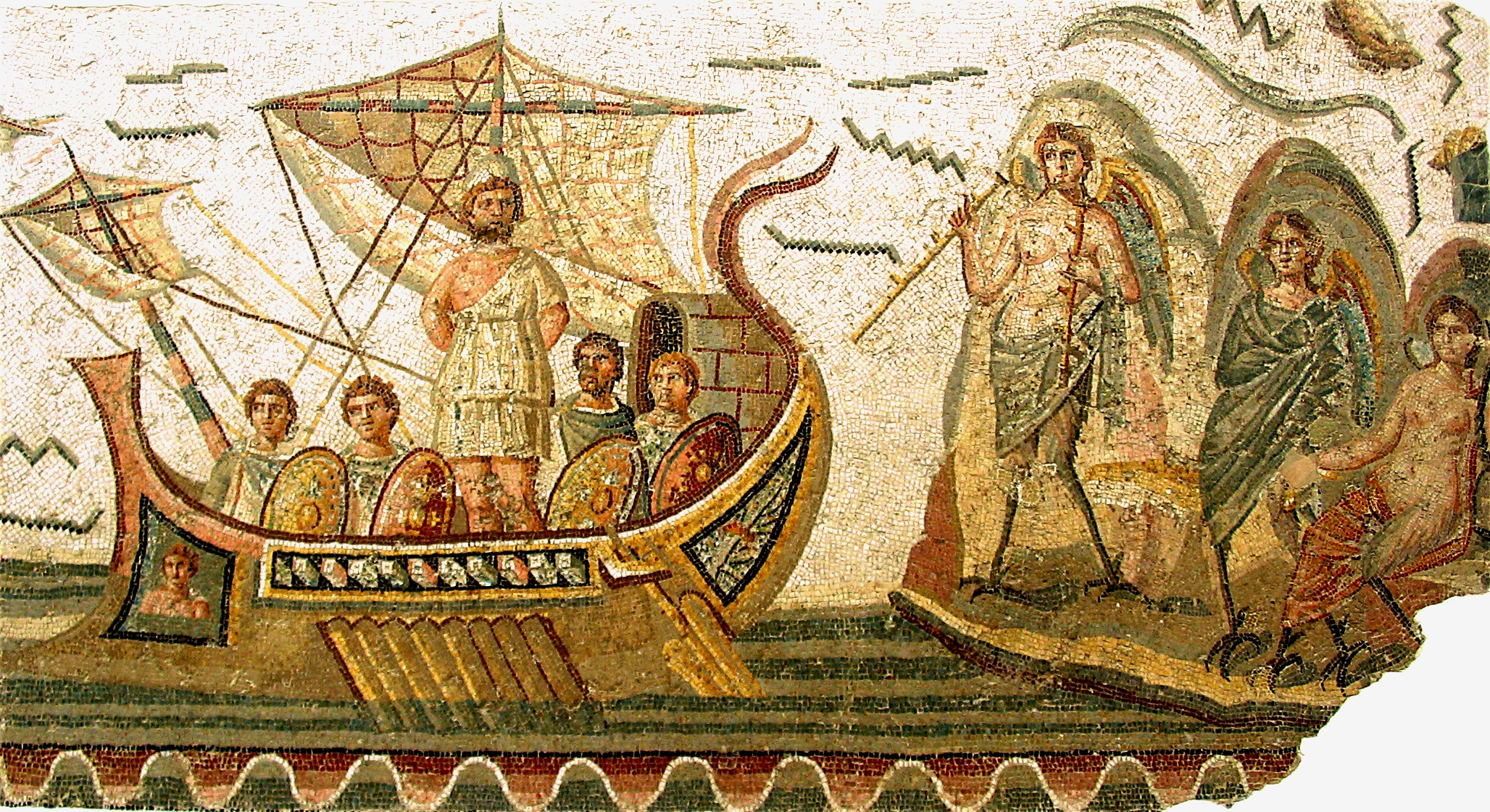
Ulisse e le sirene (Museo nazionale del Bardo, Tunisi)

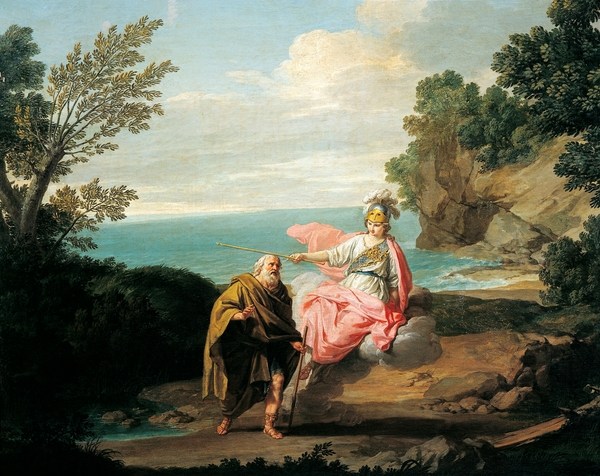
Giuseppe Bottani, Atena trasforma Ulisse in un vecchio Mendicante, 1775, Pavia, Pinacoteca Malaspina

Dopo aver ascoltato con grande interesse e curiosità la sua lunga storia, i Feaci, che sono un popolo di abili navigatori, decidono di aiutare Odisseo a tornare a casa. Nottetempo, mentre è profondamente addormentato, lo portano ad Itaca approdando in un luogo nascosto. Al suo risveglio, la dea Atena lo trasforma in un vecchio mendicante: in questi panni si incammina verso la capanna di Eumeo, guardiano dei porci, che gli è rimasto fedele anche dopo così tanti anni. Il porcaro lo fa accomodare e gli dà da mangiare. Dopo aver cenato insieme, racconta ai suoi contadini e braccianti una falsa storia della propria vita: dice loro di essere nativo di Creta e di aver guidato un gruppo di suoi conterranei a combattere a Troia al fianco degli altri Greci, di aver quindi trascorso sette anni alla corte del re dell'Egitto e di essere alla fine naufragato sulle coste tesprote e da lì venuto ad Itaca.
Intanto Telemaco fa vela da Sparta verso casa e riesce a scampare a un'imboscata tesagli dai Proci. Dopo essere sbarcato sulla costa di Itaca, va anche lui alla capanna di Eumeo, dove finalmente il padre e il figlio si incontrano. Odisseo si rivela a Telemaco (ma non ancora a Eumeo) e insieme decidono di uccidere i Proci. Dopo che Telemaco è tornato a palazzo per primo, Odisseo, accompagnato da Eumeo, fa ritorno nella sua casa ma continua a restare travestito da mendicante. In questo modo osserva il comportamento violento e tracotante dei Proci e studia il piano per ucciderli. Incontra per primo il suo cane Argo, che lo riconosce e dopo un ultimo sussulto di gioia muore felice per aver rivisto il padrone; poi si reca da sua moglie Penelope, che non lo riconosce: egli cerca di capire le sue intenzioni raccontando anche a lei di essere cretese e che un giorno sulla sua isola aveva incontrato Odisseo. Incalzato dalle ansiose domande di Penelope, dice anche che di recente in Tesprozia ha avuto notizia delle sue più recenti avventure.

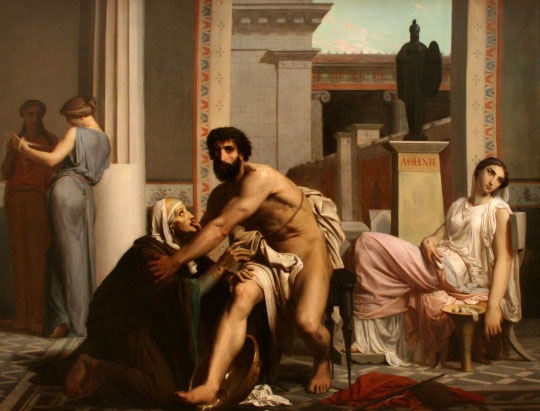
Ulisse riconosciuto da Euriclea, William-Adolphe Bouguereau (1849)

La vecchia nutrice Euriclea capisce la vera identità di Odisseo quando egli si spoglia per fare un bagno, mostrando una cicatrice sopra il ginocchio che si era procurato durante una battuta di caccia: Odisseo la costringe a giurare di mantenere il segreto.

### La fine dei Proci (XXI-XXIV)
Il giorno dopo, su suggerimento di Atena, Penelope spinge i Proci a organizzare una gara per conquistare la sua mano: si tratterà di una competizione di abilità nel tiro con l'arco e i Proci dovranno servirsi dell'arco di Odisseo, che nessun altro è mai riuscito a tendere. Nessuno dei pretendenti riesce a superare la prova e a quel punto, tra l'ilarità generale, quello che è creduto un vecchio mendicante chiede di partecipare a sua volta: Odisseo naturalmente riesce a tendere l'arma e a vincere la gara, lasciando tutti stupefatti. Prima che si riprendano dalla sorpresa rivolge quindi l'arco contro i Proci e, con l'aiuto di Telemaco, li uccide tutti. Odisseo e il figlio decidono poi di far giustiziare dodici delle ancelle della casa che erano state amanti dei Proci e uccidono il capraio Melanzio che era stato loro complice. Adesso Odisseo può finalmente rivelarsi a Penelope: la donna esita e non riesce a credere alle sue parole, ma si convince dopo che il marito le descrive alla perfezione il letto che lui stesso aveva costruito in occasione del loro matrimonio.

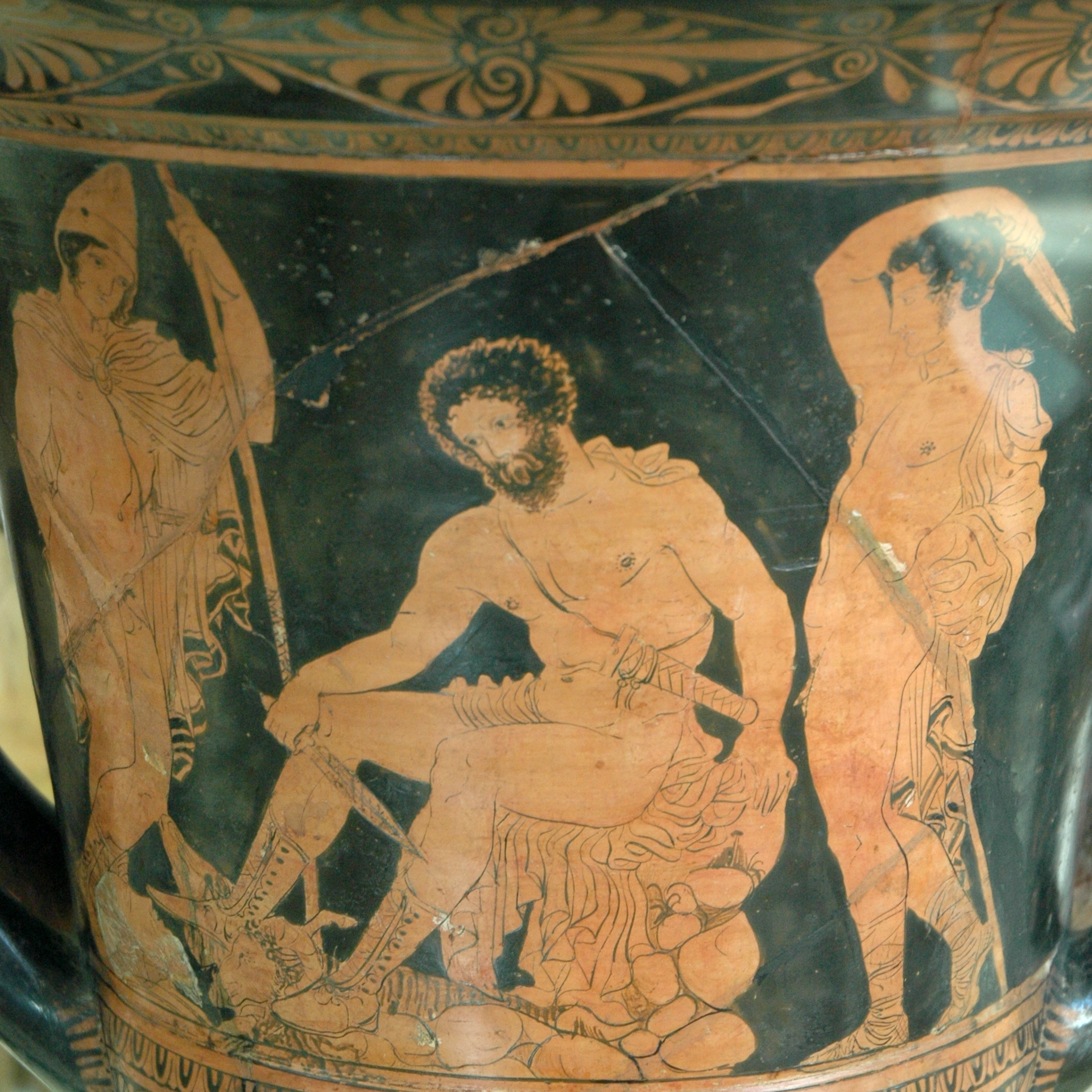
Odisseo e Tiresia nel regno dei morti - Vaso greco del IV secolo a.C.

Il giorno dopo, insieme a Telemaco, va ad incontrare suo padre Laerte nella sua fattoria, ma anche il vecchio accetta la rivelazione della sua identità solo dopo che Odisseo gli ha descritto il frutteto che un tempo Laerte stesso gli aveva donato. Gli abitanti di Itaca hanno seguito Odisseo con l'intenzione di vendicare le uccisioni dei Proci loro figli: quello che sembra essere il capo della folla fa notare a tutti che Odisseo è stato la causa della morte di due intere generazioni di uomini a Itaca, prima i marinai e coloro che l'avevano seguito in guerra dei quali nessuno è sopravvissuto, poi i Proci che ha ucciso con le sue mani. La dea Atena però interviene nella disputa e convince tutti a desistere dai propositi di vendetta.

## Struttura
L'Odissea si presenta attualmente in forma scritta, mentre in origine il poema era tramandato oralmente da abili ed esperti aedi e rapsodi. Essi recitavano i versi a memoria, servendosi, nell'Odissea a narrazione, di un metro regolare chiamato "esametro dattilico" o "esametro epico". Ciascuno degli esametri del testo originale è composto da 6 piedi. I primi 4 piedi possono essere costituiti da un dattilo o da uno spondeo; il il penultimo è invariabilmente un dattilo; l'ultimo può essere uno spondeo o un trocheo. È suddiviso in 24 libri, ognuno dei quali indicato con una lettera dell'alfabeto greco minuscolo, per un totale di 12.110 esametri.
All'interno dei 24 libri, possiamo distinguere 5 nuclei tematici principali:
- Libro I - Libro IV: Si descrive la situazione determinatasi ad Itaca in assenza di Odisseo e si narra la cosiddetta Telemachìa, ovvero il viaggio del figlio di Odisseo, Telemaco, a Pilo, presso il re Nestore, e successivamente a Sparta, presso Menelao ed Elena, i quali alla fine si sono riconciliati. In questa sezione Odisseo non compare come personaggio.
- Libro V - Libro VII: Occupati dalla "Feacide", che narra il naufragio di Odisseo nell'isola di Scheria, abitata appunto dai Feaci. La causa del naufragio è stato Poseidone, uno dei più accaniti antagonisti di Odisseo. Nella "Feacide", inoltre, non viene solo narrato il naufragio di Odisseo, ma anche la sua permanenza presso i Feaci e il loro re, Alcinoo.
- Libro VIII - Libro XII: Occupati dai cosiddetti "Apologhi presso Alcinoo" (altrimenti detti μῦθοι, mŷthoi, racconti): nella notte del ventitreesimo giorno dall'inizio del poema, Odisseo narra ad Alcinoo e alla sua corte tutte le sue peripezie e le sue avventure per mare allo scopo di giungere in patria. Gli "Apologhi presso Alcinoo", quindi, costituiscono un'analessi, un salto indietro nel tempo in cui vengono narrati i fatti precedentemente accaduti.
- Libro XIII - Libro XXIII: Accompagnato dai Feaci, impietositi dalla triste storia di Odisseo e dalle sue disavventure, il protagonista sbarca sulla costa della tanto agognata Itaca. Il poema, però, non è ancora finito. Infatti, inizia ora la sua seconda macrosequenza, che narra la vendetta sui proci da parte di Odisseo, che si è riconciliato con il figlio Telemaco nella tenda del fedele servo Eumeo. Dopo aver superato la "prova dell'arco", Odisseo si vendica dei proci e dei servi infedeli e torna a regnare su Itaca con la fedele moglie Penelope.
- Libro XXIV: Ultimo libro, costituito da una sorta di "riepilogo" che fa un quadro generale della vicenda.

## Geografia
L'Odissea si svolge principalmente nel Peloponneso, nelle isole ioniche e nel Mediterraneo occidentale, ma identificare esattamente i luoghi visitati da Ulisse appare quasi impossibile, anche perché il testo offre in genere assai pochi spunti per identificare i luoghi in modo certo, essendo un testo poetico e non geografico.
La critica moderna propende a pensare che l'autore dell'Odissea abbia assegnato alle avventure di Ulisse un'ambientazione fantastica, fornendo al lettore la possibilità di immaginarle in spazi geografici di sua conoscenza, tranne, naturalmente, alcuni luoghi fondamentali, citati con il loro nome reale, come Itaca. L'indeterminatezza, d'altra parte, è caratteristica delle creazioni poetiche.
Cionondimeno, sin dall'epoca arcaica, si sono succeduti nei secoli vari tentativi di localizzazione delle imprese narrate da Omero, senza giungere mai a conclusioni definitive; tale ipotesi testimoniano anche l'avanzata della colonizzazione greca in Occidente: man mano che i Greci esploravano nuove terre occidentali, localizzavano in esse i luoghi omerici.
Le ipotesi di localizzazione oggi più note diventarono le più diffuse solo a partire dalla romanizzazione d'Italia. Secondo esse, i luoghi omerici corrispondono allo schema seguente:
- la terra dei Lotofagi: nella costa della Grande Sirte, in Libia, e della Piccola Sirte, nella costa tunisina;
- i pascoli sacri del dio Sole: nella Sicilia nord-orientale;
- la terra dei Ciclopi: nel litorale prossimo all'Etna;
- il paese dei Lestrigoni: presso Lentini;
- l'isola di Eea, dimora di Circe: nel promontorio del Circeo;
- l'Isola di Ogigia, dimora di Calipso: nello stretto di Gibilterra;
- Scheria, l'isola dei Feaci: a Corfù, ossia Kerkira;
- lo stretto di Scilla e Cariddi: quello di Messina;
- l'accesso all'Ade: nei Campi Flegrei.
- l'isola di Eolo: una delle isole Eolie
- gli scogli delle sirene: nel promontorio di Sorrento.

Secondo la tradizione più antica, testimoniataci da Apollonio Rodio (che attinge da fonti più antiche rispetto a quelle che sono alla base delle localizzazioni oggi più note), molti luoghi omerici si localizzano in Adriatico, secondo lo schema seguente:
- la terra dei Lotofagi: nella costa meridionale dell'Illiria, in prossimità di Almissa;
- i pascoli sacri del dio Sole: tra Apollonia e Orico;
- l'isola di Eea, dimora di Circe: nel Gargano;
- l'Isola di Ogigia, dimora di Calipso: a Meleda;
- Scheria, l'isola dei Feaci: a Curzola, detta dagli antichi "Kerkira nera";
- lo stretto di Scilla e Cariddi: quello che divide la penisola di Sabbioncello dall’isola di Ulbo;
- l'accesso all'Ade: sul litorale dell'Epiro, in Tesprozia (tra Adriatico e Ionio).

Successivamente sono stati proposti molti altri luoghi, la maggior parte di questi situati nell'area mediterranea, ma alcuni studiosi sono anche arrivati a ipotizzare che Ulisse abbia raggiunto l'Oceano Atlantico, oltre i confini rappresentati dalle cosiddette colonne d'Ercole (lo stretto di Gibilterra), o addirittura che tutta la sua vicenda si sia svolta nel Mar Baltico (la cosiddetta "teoria dell'Omero nel Baltico"). Esiste infine una teoria dell'origine siciliana dell'Odissea.
Uno studio moderno sostiene persino che l'Itaca di Odisseo non sia da identificare con la moderna Itaca, ma con Cefalonia, poiché le descrizioni geografiche reali (ad esempio il numero di isole dell'arcipelago) non corrispondono perfettamente alla descrizione omerica.
Significativamente, alcuni di questi studi non sono dovuti a storici o archeologi, ma a studiosi di altre discipline ed anche a dilettanti.

## Influenze culturali
Alcuni studiosi ritengono di poter rintracciare nell'Odissea forti influenze da parte di temi tipici della mitologia mediorientale. Martin West ha evidenziato sostanziali parallelismi tra l'Epopea di Gilgamesh e il poema omerico.
Sia Odisseo che Gilgamesh compiono un viaggio fino ai confini della terra e discendono da vivi nel mondo dei morti. Nel corso della sua discesa agli inferi Odisseo segue i consigli e le indicazioni dategli da Circe, una semidea figlia del dio del sole Elio, la cui isola Eea si trova ai limiti del mondo conosciuto e per la quale si può fare una chiara associazione con il sole. Come Odisseo, Gilgamesh trova il modo di raggiungere il mondo dei morti grazie ad un aiuto divino: nel suo caso quello della dea Siduri che, come Circe, vive in mare nei pressi dei confini del mondo. Anche la sua casa è in relazione con il sole: Gilgamesh la raggiunge attraversando una galleria che passa sotto al monte Mashu, l'alta montagna dietro la quale il sole sorge per poi innalzarsi nel cielo.
West ne deduce quindi che le somiglianze dei viaggi di Odisseo e Gilgamesh ai confini della terra siano il risultato dell'influenza avuta dall'epopea di Gilgamesh sulla composizione dell'Odissea.

## Contenuti

### Il protagonista Ulisse
(Omero, Odissea, I, vv. 1-2. Traduzione di Rosa Calzecchi Onesti)
Ulisse (o Odisseo, in greco antico:  Ὀδυσσεύς?,  Odysseús), originario di Itaca, è uno degli eroi achei descritti e narrati da Omero nell'Iliade.
Al contrario di Achille, personaggio principale dell'Iliade, che agisce secondo istinti primordiali (l'Ira in particolare), Ulisse invece (uomo dal multiforme ingegno) ricorre sovente a stratagemmi e ai suoi molteplici talenti (idea il cavallo di Troia con l'aiuto della dea Atena, è in grado di costruirsi una zattera sull'isola di Calipso e si finge mendicante a Itaca per verificare chi gli sia fedele o no, ad esempio). Quindi, mentre Achille rappresenta l'uomo che eccelle per forza fisica, dominato dall'impulsività, Ulisse rappresenta l'uomo che eccelle in astuzia e intelligenza, che agisce consciamente, riuscendo tramite le sue abilità a dominare l'ambiente circostante.

### I temi dell'Odissea
L'opera canonica appartiene ai poemi Nostoi (Nόστοι, ‘ritorni’), i poemi greci del ciclo epico che descrivevano il ritorno degli eroi achei in patria dopo la distruzione di Troia. Lo spazio è differente rispetto all'Iliade in quanto in quest'ultima è circoscritto alla città di Troia e dintorni, mentre nell'Odissea è ambientato nell'area mediterranea in luoghi reali e fantastici. Lo spazio domestico, sede degli affetti familiari, è ben presente nell'Odissea, a differenza dell'Iliade.
Motivo conduttore del poema è il ritorno al quale è connesso quello del viaggio in cui sono inseriti elementi meravigliosi e fantastici: esseri prodigiosi, giganti cannibali e mostri, bacchette magiche, erbe miracolose, riti per evocare i morti. Questi aspetti appartengono al patrimonio delle credenze popolari e dei saperi magici delle antiche civiltà.
Il finale eroico, cioè la vendetta di Odisseo sui proci, riafferma, come nell'Iliade, la concezione di vita dell'aristocrazia guerriera.
Gli dei invece sono presentati diversamente nei due poemi omerici. Gli dei dell'Odissea infatti sono meno capricciosi di quelli dell'Iliade e più consapevoli del loro ruolo di difensori della giustizia e dei valori posti alla base del vivere civile.

### La società nell'Odissea
L'Odissea è lo specchio di una nuova epoca nella storia del mondo greco, un periodo di transizione dal regime monarchico, ormai privo di prestigio e potere, a quello oligarchico della polis, la città-stato in formazione. La presenza violenta e invadente dei Proci segna il contrasto fra il potere assoluto del re e l'aristocrazia. D'altronde nella polis i nobili rivendicano il proprio ruolo politico-militare ed economico e mirano a limitare il potere del monarca. Questo poema omerico è anche testimonianza di una più stratificata e complessa struttura sociale rispetto a quella dell'Iliade: oltre agli aristocratici sono ricordati anche aedi (Femio e Demodoco), indovini (Tiresia), servi (la nutrice Euriclea e il fedele servo Eumeo), artigiani, mercanti, predoni. Il viaggio di Odisseo rappresenta inoltre la nuova epoca in cui i Greci si spingono in terre lontane e poco conosciute per avviare attività commerciali.

### La vita materiale nell’Odissea
Nella dicotomica narrativa dei fatti che si svolgono nell'opera omerica, fra le avventure mirabolanti dell'eroe e la vita domestica della sua sposa, la reggia di Ulisse, le attività di Penelope e le indagini di Telemaco risultano interessanti spunti di riflessione archeologica sulla vita materiale all’epoca dello svolgimento dei fatti. Questo nuovo tema, che coinvolge sempre più gli studiosi, sta facendo scaturire una messe abbondante di opere. Il quadro che emerge dal confronto archeologico e letterario su manufatti e vita materiale, parrebbe confermare che alla base del racconto vi siano ampie conoscenze del tardo mondo miceneo.

## Storia testuale

### Datazione
L'opera, così come l'Iliade, viene presumibilmente composta nella Ionia d'Asia intorno al IX secolo a.C., anche se alcuni autori pensano che sia nata intorno al 720 a.C.
L'originale più antico dell'opera risale alla fine dell'VIII secolo a.C., ed è questo che il tiranno ateniese Pisistrato usa quando, nel VI secolo a.C., decide di uniformare e dare forma scritta ad un poema che fino ad allora si era tramandato quasi esclusivamente per forma orale.
Quest'ultima forma, però, continuerà fino al III secolo d.C. in Egitto, con tutti i cambiamenti e le mutazioni inevitabili nella forma orale.
L'Odissea appartiene al ciclo dei cosiddetti "poemi del ritorno", in greco nostoi (da νόστος, nóstos, ‘ritorno’).

### Lingua e stile
La lingua dell'Odissea mescola forme appartenenti a diversi dialetti greci. Le forme attiche sono decisamente minoritarie e si possono probabilmente spiegare come modificazioni effettuate nella redazione di Pisistrato, le forme eoliche e ioniche, invece, sono entrambe molto presenti, anche se con una predominanza delle seconde. Il dialetto ionico è tradizionalmente la lingua dell'epica, quindi le molte proposte avanzate hanno tentato di spiegare soprattutto la consistente presenza dell'eolico: quella con più seguito accademico sostiene che le forme eoliche possano essere spiegate da ragioni quasi esclusivamente metriche e poetiche.
L'Odissea è ricca di formule, ovvero espressioni usate in sedi metriche fisse per esprimere un'idea essenziale, secondo la definizione di Milman Parry (gli esempi tipici potrebbero essere l'astuto Odisseo o Aurora dalle dita rosate). Queste formule, oltre ad essere poetiche, ci mostrano l'originaria natura orale dei poemi: sembra infatti che aiutassero gli aedi a comporre i loro canti improvvisandoli su richiesta dell'uditorio.
L'Odissea è anche stata vista come l'archetipo del romanzo, in quanto racconta dall'inizio alla fine la vicenda scelta, senza lasciarsi troppo distrarre, per così dire, da eventi secondari e non strettamente correlati alle avventure di Odisseo.
È da segnalare, infine, che la suddivisione in 24 libri non risale alla redazione di Pisistrato. Furono infatti i filologi alessandrini a suddividere i due poemi omerici in 24 capitoli e ad assegnare ad ogni capitolo una lettera dell'alfabeto greco (composto da 24 lettere, appunto) maiuscole per l'Iliade e minuscole per l'Odissea.

### Edizioni
L'edizione pisistratea non rappresentava un canone fisso. In seguito, infatti, essa convisse con successive edizioni scritte, redatte nelle città greche di Massalia (odierna Marsiglia), Creta, Cipro, Argo, Sinope e probabilmente altre ancora. Queste edizioni erano dette "politiche" (dal greco κατά πόλεις, katà póleis) nel senso di appartenenti alle poleis, alle città, ma sono oggi andate perdute.
Esisteva anche un'edizione pre-ellenistica di origine ignota, chiamata πολύστιχος (polýstichos, letteralmente "con molte linee"), e che presentava un maggior numero di versi rispetto alla versione pisistratea: gli studiosi tendono oggi a considerarla una versione "annacquata" da interventi operati da chi la tramandava oralmente.
Esistevano inoltre edizioni dette "personali", nel senso che appartenevano a uomini illustri, come Antimaco di Colofone o Euripide (l'omonimo figlio del famoso drammaturgo). Sembra che anche il filosofo Aristotele avesse un'edizione personale delle opere di Omero. Di tali versioni tuttavia si sa molto poco, né è possibile ipotizzare in cosa differissero dal testo oggi noto.
In età moderna nella Firenze umanistica apparve la prima edizione a stampa dell'opera, curata da Demetrio Chalcondylas nel 1488. Un'altra importante edizione fu quella di Stephanus (Henri Estienne), stampata a Ginevra nel 1566, «il cui testo ebbe a lungo un'autorevolezza indiscussa, superata solo con le edizioni settecentesche».
Per ulteriori approfondimenti sul tema si veda il contributo di Franco Montanari (1990).

### Traduzioni

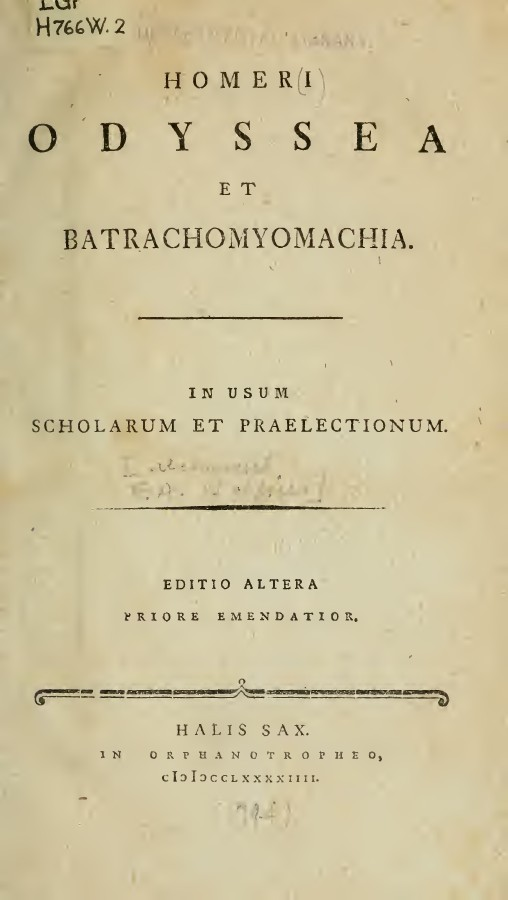
Odissea, 1794

La prima traduzione dell'Odissea, in latino arcaico, risale al III secolo a.C. per opera di Livio Andronico e reca il titolo di Odusia.
Per quanto riguarda le traduzioni in italiano, forse la più nota è quella di Ippolito Pindemonte (1805) di stampo decisamente classicistico, mentre quella più usata oggi è la versione di Rosa Calzecchi Onesti, uscita per la prima volta nel 1963 e più volte ristampata; sebbene sia in poesia, è caratterizzata da un lessico più moderno e di più facile lettura rispetto alla versione di Pindemonte. Si ricorda anche la traduzione (più moderna e semplice rispetto a quella di Calzecchi) di Giuseppe Aurelio Privitera. Esiste anche la traduzione di Emilio Villa, pubblicata una prima volta da Feltrinelli nel 1964 e ripubblicata nel 2004 da Derive Approdi. Di particolare rilievo la traduzione in endecasillabi sciolti di Giovanna Bemporad, edita da RAi-ERI nel 1970. Altra traduzione da segnalare (in versi, ma senza un metro fisso) è quella che Vincenzo Di Benedetto ha realizzato per la BUR nel 2010, accompagnata da un ampio commento.

## La fortuna

### Opere ispirate all'Odissea
- La storia vera di Luciano di Samosata, scritta nel II secolo, è una sorta di parodia dell'Odissea che descrive un viaggio immaginario oltre le Colonne d'Ercole e sulla Luna.
- La prima metà dell'Eneide di Virgilio ha una struttura parallela a quella dell'Odissea.
- Alcuni dei racconti di Sindbad il marinaio contenuti ne Le mille e una notte sono ripresi dall'Odissea di Omero.
- Nel ventiseiesimo canto dell'Inferno della Divina Commedia Dante incontra Ulisse che gli narra il suo ultimo viaggio da Itaca oltre le colonne d'Ercole dove troverà la fine.
- Ulisse, romanzo modernista di James Joyce, pubblicato nel 1922, si ispira all'Odissea, e ognuno dei diciotto capitoli rimanda ad un episodio del poema di Omero.
- Nikos Kazantzakis ha scritto nel 1938 Οδύσσεια, un poema epico in 33 333 versi che continua la narrazione delle avventure di Odisseo dopo il suo ritorno a Itaca.
- Il poema Ulisse di Alfred Tennyson, e anche i Mangiatori di loto dello stesso autore.
- Nel poemetto L'ultimo viaggio dai Poemi conviviali Giovanni Pascoli immagina che dopo il ritorno ad Itaca Ulisse riparta in viaggio.
- Gabriele D'Annunzio nella poesia L'incontro di Ulisse (nella raccolta Maia) immagina invece, di incontrare lui stesso Ulisse.
- 2001: Odissea nello spazio, film fantascientifico diretto da Stanley Kubrick nel 1968.
- Odissea: una versione teatrale è un lavoro in due atti del 1993 scritto da Derek Walcott e messo in scena per la prima volta dalla Royal Shakespeare Company.
- La Markus Zohner Theater Compagnie ha prodotto lo spettacolo Odissea in lingua italiana, con Patrizia Barbuiani e Markus Zohner, che da diversi anni sta girando il mondo.
- Il film Fratello, dove sei? (O Brother, Where Art Thou?), con George Clooney, riprende in senso lato la trama dell'Odissea. Gli autori, i fratelli Joel ed Ethan Coen, ammettono di essersi molto parzialmente ispirati al poema (tanto da citarlo come fonte nei titoli di testa), ma sostengono di non averlo in effetti letto.
- Nel 1968 la Rai ha realizzato una versione televisiva a puntate omonima dell'Odissea, per la regia di Franco Rossi, interpretata da Bekim Fehmiu e Irene Papas.[17]
- Un'altra versione televisiva è stata realizzata nel 1997 da Andrej Končalovskij, interpretata da Armand Assante, Greta Scacchi, Isabella Rossellini, di nuovo Irene Papas (interpreta Anticlea) e Vanessa L. Williams. Si tratta di una versione che modifica leggermente la trama dell'opera, accorciandola e includendo anche parti tratte dall'Iliade.
- La Penelopeide è un romanzo scritto da Margaret Atwood che riscrive la storia narrandola dal punto di vista di Penelope.
- Nascita dell'odissea è un romanzo del 1927 dello scrittore francese Jean Giono. Nel romanzo si ipotizza che Odisseo stesso, sotto le mentite spoglie di un vecchio aedo, una sera davanti al focolare racconti a un pubblico occasionale, inventandole, le avventure che lo avrebbero tenuto lontano da casa per dieci anni. Dando così origine all'Odissea.
- Telemachus Clay di Lewis John Carlino è un'opera teatrale contemporanea che racconta i viaggi di un giovane, Telemaco appunto, che in una grande città cerca il padre che non ha mai conosciuto, incontrando sulla sua strada molti strani personaggi.
- Il musical di Broadway The Golden Apple scritto nel 1954 dal librettista John Latouche e dal compositore Jerome Moross è un libero adattamento dell'Iliade e dell'Odissea che sposta l'azione negli U.S.A. nello stato di Washington durante il periodo della guerra ispano-americana.
- Nel film di Jean-Luc Godard Il disprezzo del 1963, il regista tedesco Fritz Lang interpreta sé stesso mentre dirige un adattamento cinematografico dell'Odissea.
- Il romanzo Cold Mountain scritto nel 1997 da Charles Frazier, che narra il ritorno a casa di un disertore dell'esercito confederato, è ispirato all'Odissea. Dal romanzo è stato successivamente tratto nel 2004 il film Ritorno a Cold Mountain, diretto da Anthony Minghella.
- Il film Pirati dei Caraibi - Ai confini del mondo diretto nel 2007 da Gore Verbinski, presenta diversi caratteri dell'Odissea: il viaggio, la ninfa Calipso, ecc.
- Odds Bodkin ha pubblicato una riscrittura dell'Odissea, composta sia da parti recitate che dall'accompagnamento musicale. L'opera, che ripercorre la maggior parte della vicenda del poema omerico, è scritta dal punto di vista personale di Odisseo.
- Il personaggio principale del film di animazione di Hayao Miyazaki, Nausicaä della Valle del vento (風の谷のナウシカ?, Kaze no tani no Naushika) del 1984, porta lo stesso nome ed è ispirata alla principessa dell'Odissea.
- R. A. Lafferty racconta la storia in chiave fantascientifica nel suo romanzo Space Chantey. Altra opera simile è il romanzo Negative Minus di R. L. Fanthorpe, che ha la caratteristica di presentare tutti i nomi scritti al contrario (es. Aessido, Ecric, Acati ecc,).
- Luigi Malerba, Itaca per sempre, Milano, Mondadori, 1997. Racconta i pensieri e le sensazioni dei due protagonisti, Odisseo e la moglie Penelope.
- Il film Nostos - il ritorno del regista Franco Piavoli, girato nel 1989, è ispirato alle vicende di Odisseo/Ulisse.
- Ulisse di Umberto Saba.
- Ulysse 31 (宇宙伝説ユリシーズ31 Uchu densetsu Ulysses 31), un anime televisivo co-prodotto nel 1981 dalla francese DiC Entertainment e dalla giapponese Tokyo Movie Shinsha.
- Il romanzo di Filippo Tommaso Marinetti Mafarka il futurista (1909) ha profonde influenze dall'Odissea.[18]
- La poesia di Guido Gozzano L'ipotesi (Poesie sparse) si conclude con una rilettura in chiave borghese dell'Odissea.
- Il libro di genere young-adult Chasing Odysseus, pubblicato nel 2010 da Sulari Gentill, scrittrice australiana. Il testo è una riscrittura dell'Iliade e dell'Odissea adattata a un pubblico di ragazzi, anche se il rimando all'Iliade è presente solo nella prima parte. La trama mantiene i principali viaggi di Ulisse cambiando però il punto di vista da cui la vicenda è narrata.
- Qualche tratto dell'Odissea è presente anche nel libro Percy Jackson e gli dei dell'Olimpo - Il mare dei mostri.
- La trilogia Il mio nome è Nessuno di Valerio Massimo Manfredi racconta le vicende dell'Odissea dal punto di vista di Odisseo stesso.
- Lo spettacolo teatrale Vorrei essere figlio di un uomo felice, di Gioele Dix, prende spunto dal rapporto genitore-figlio tra Ulisse e Telemaco.
- Il romanzo Horcynus Orca di Stefano D'Arrigo è ispirato alle vicende dell'Odissea.
- L'album musicale Epic the Musical di Jeorge Rivera-Herrans uscito nel 2021, il quale racconta tramite 40 canzoni la storia dell'Odissea

### L'Odissea nella cinematografia
- L'Odissea, regia di Giuseppe De Liguoro e Adolfo Padovan (1911)
- Ulisse, regia di Mario Camerini (1954)
- Odissea, sceneggiato televisivo per la regia di Franco Rossi (1968)
- L'Odissea, serie televisiva per la regia di Andrej Končalovskij (1997)
- Ulisse. Il mio nome è Nessuno, serie televisiva a cartoni animati (2012)
- Il ritorno di Ulisse (Odysseus), serie televisiva, in coproduzione internazionale per la regia di Stéphane Giusti (2013)
- Troy: The Odyssey (Troy: The Odyssey), film televisivo per la regia di Tekin Girgin (2017)
- Troy - La caduta di Troia (Troy: Fall of a City), serie televisiva del 2019
- The Return, regia di Uberto Pasolini (2024)
- Odissea (The Odyssey), regia di Christopher Nolan (2026)